# إزالة التعصيب الودي الكلوي

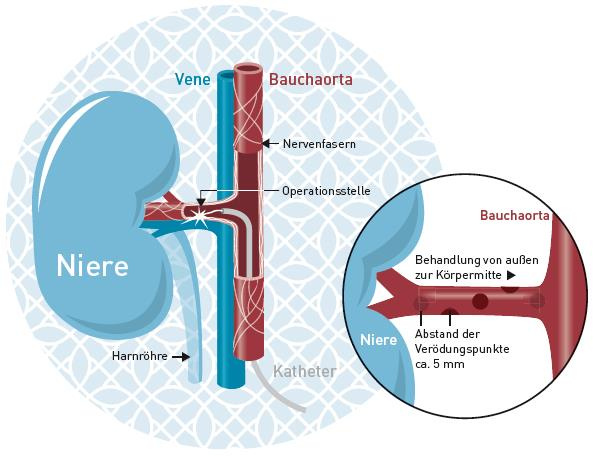
قسطرة داخل الاوعيه الدمويه لإزاله التعصيب الودي الكلوي من اجل علاج ارتفاع ضغط الدم المقاوم

إزالة التعصيب الودي الكلوي (RSDN) هو إجراء طفيف التوغل يُجرى عبر القسطرة داخل الأوعية الدموية باستخدام الاستئصال الراديوي أو الاستئصال بالموجات فوق الصوتية، ويهدف إلى علاج ارتفاع ضغط الدم المقاوم (ارتفاع ضغط الدم غير المتحكم فيه بالأدوية). تُستأصَل الأعصاب الموجودة في جدار الشريان الكلوي عن طريق تطبيق نبضات موجات الراديو أو الموجات فوق الصوتية على الشرايين الكلوية. مما يؤدي إلى تقليل النشاط الودي للكلية وتقليل ضغط الدم بذلك. أعطت البيانات المبكرة من التجارب السريرية التي أجريت على مستوى العالم نتائج واعدة، فقد أظهرت انخفاضًا كبيرًا في ضغط الدم لدى المرضى الذين يعانون من ارتفاع ضغط الدم المقاوم للأدوية. ومع ذلك، في عام 2014، فشلت تجربة سريرية مرتقبة، وأحادية التعمية، وعشوائية، وخاضعة للتحكم الوهمي، في تأكيد التأثير المفيد على ضغط الدم. لم يوصِ بيان إجماع عام 2014 الصادر عن الجمعيات البريطانية باستخدام إزالة التعصيب الودي الكلوي لعلاج ارتفاع ضغط الدم المقاوم اعتمادًا على الأدلة الموجودة حاليًا عن هذا الإجراء.

## القصة المرضية
قبل العلاجات الدوائية لارتفاع ضغط الدم، كان قطع الودي الجراحي علاجًا معروفًا لارتفاع ضغط الدم. غالبًا ما كان هذا العلاج ناجحًا في خفض ضغط الدم ولكن نظرًا لطبيعته غير الانتقائية، لم يستطع المرضى تحمّل الآثار الجانبية له. شملت الآثار الجانبية انخفاض ضغط الدم الانتصابي، وخفقان القلب، واحتباس العرق، واضطرابات معوية، وعدم القدرة على القذف، وإصابات في الحنجرة وانخماص الرئة. أدت التدخلات الدوائية الحديثة الخافضة للضغط إلى تحسين التحكم في ارتفاع ضغط الدم، ولكن فقط 34-66% من الأشخاص المصابين بارتفاع ضغط الدم في إنجلترا والولايات المتحدة الأمريكية وكندا يصل ضغطهم إلى المستويات المستهدفة أو إلى الأقل منها. يُعرَّف ارتفاع ضغط الدم المقاوم بأنه ضغط الدم الأعلى من (140/90 ملم زئبقي) على الرغم من الاستخدام المتزامن لثلاث أو أكثر من الأدوية المضادة لارتفاع ضغط الدم (يجب أن يكون أحد هذه الأدوية مدرًا للبول). تشير التقديرات إلى أن 8-10% من المصابين بارتفاع ضغط الدم ضمن هذه الفئة.

## الإجراء
يتضمن الإجراء الوصول إلى الأوعية الدموية عبر الشريان الفخذي مع إدخال جهاز مُثبَّت بالقسطرة إلى الشريان الكلوي. يستخدم الجهاز الترددات الراديوية أو الموجات فوق الصوتية لاجتثاث الأعصاب الكلوية. تُطبّق العديد من عمليات الاجتثاث في مواضع طولية ودورانية مختلفة لضمان الحد الأقصى من إزالة التعصيب. لا يتضمن الإجراء وضع طعم دائم.

### المخاطر
أظهرت تجارب HTN-1 وHTN-2 وHTN-3 ملفات تعريف أمان مقبولة لإزالة التعصيب الكلوي عبر القسطرة. قد يعاني المرضى من الألم أثناء تطبيق نبضات الترددات الراديوية وأُبلغ عن بطء قلب أثناء الإجراء مما سيتطلب إعطاء الأتروبين. تشمل المضاعفات الموثقة الأخرى ذات الصلة بالإجراءات تمدد الأوعية الدموية الكاذب للشريان الفخذي وتسلخ الشريان الكلوي.
أحد أهم المضاعفات التي تثير قلق الأطباء بشكل خاص هو خطر تلف الشرايين الكلوية بسبب طاقة الترددات الراديوية. أظهرت دراسة أجريت على الحيوانات (الخنازير) عدم وجود أضرار في الشرايين الكلوية بعد 6 أشهر من المتابعة. دُعمت هذه النتيجة بشكل أكبر في الدراسات البشرية في تجربة HTN-1 وHTN-2، إذ لم يُظهر تصوير المتابعة ضررًا في الأوعية الكلوية.